# Laktorol
Laktorol — nazwa handlowa fermentowanego napoju mlecznego. Otrzymywanego z łagodnie ukwaszonego (maślanką lub zakwasem) chudego mleka pasteryzowanego. Jego kwasowość wynosiła 22-32° Soxhleta-Henkla. Sprzedawany był w butelkach szklanych. Dopuszczalny termin do spożycia wynosił 24 h w temperaturze 12°C.